# アクション映画
アクション映画（アクションえいが）とは、格闘・戦闘などで主人公が何らかの障壁を乗り越えようと行う物理的な活動を主な見せ場とした映画を指す。活劇。

## 概要
映画作品は複数の要素が組み合わされているものであり、アクション映画を画一的に定義することは難しい。アクションは各ジャンルに存在しているものである。
アメリカ合衆国では西部劇や刑事ドラマ、イタリアではいわゆるマカロニ・ウェスタン、イギリスではスパイ・アクション、日本では時代劇（チャンバラ）、ヤクザ映画、カラテ映画、B級アクション映画などを量産した歴史がある。

### 分類
映画の分類としては西部劇・ヤクザ映画・時代劇・スパイ映画・ギャング映画・冒険映画などを含めたくくりでアクション映画とする見方もある。製作した国名や地名をつけた「香港アクション」といった呼び方もある。
ドラマとしての構造はアクション映画も他のドラマと変わる点はない。時代や場所が明確であり、導入部から解決部までのシークエンス（段落）で主人公とその内面に葛藤を引き起こす多くの環境（敵）の対比が説明され、最後のクライマックス（山場）で最終目標が達成される。正義感や職業的倫理観からなる主人公の行動原理は「現実離れしている」場合も多く、観客に分かりやすいキャラクターである。
このため設定や人間関係にテーマとしての味付けをする。前述の『アクション・ムービー究極大鑑』はアクション映画を「ポリス・アクション」「ミリタリー・アクション」「ライド・アクション」「エスケープ・アクション」「SF・アクション」「クライム・アクション」「カンフー・アクション」「アドベンチャー・アクション」「チャンバラ・アクション」「ガン・アクション」に分けている。
ポリス・アクションであれば法治国家や人権尊重の建前から犯罪者を充分取り締まることができず、警官としての職務を遂行したい主人公を阻む管理社会との対決（『ダーティー・ハリー』など）があげられる。また、クライム・アクションの場合は主人公が犯罪者の場合最後に死ぬか、生き延びても「観客の不当な抗議」が原因で未来に暗雲がたちこめる文字解説が後でつけられる（『ゲッタウェイ』）のが製作側の不文律として長く存在していた。男同士の友情（『さらば友よ』、『ストリートファイター』1975年）や大義への献身もアクションのテーマとして存在してきた。
シリーズが長期化するにつれてアクション要素が強くなり、本来のジャンルとはかけ離れた作品となっていくシリーズも多い。例として初代『エイリアン』はホラー要素の強いSF映画であったが、続編の『エイリアン2』ではホラー要素が排除されミリタリーSFアクション映画となり、「ワイルドスピードシリーズ」は当初は車やストリートレースが題材のカーアクション映画だったが現在では車やレース要素はほとんど排除されて一般的なアクション映画となっている。

## 歴史
アクション映画の元祖は、トーマス・エジソン製作、エドウィン・S・ポーター監督の『大列車強盗』（1903年）というのが通説となっている。また「連続活劇」、例えばルイ・フィヤードの『ファントマ』シリーズ（1913年-1914年）も人気を博した。
1930年代から1960年代には西部劇が流行し、多数のヒット作が生まれた。
1960年代のアメリカンニューシネマの登場により勧善懲悪の娯楽作品は色あせたが、そのニューシネマが1970年代の半ばから1970年代末には終焉を迎え、『スター・ウォーズ』や『ロッキー』などといった娯楽映画が増加し、CG、SFX、VFXを導入したアクション映画を大規模な予算で製作するようになった。
西部劇が衰退した1970年代には、『ダーティハリー』シリーズや『フレンチ・コネクション』等のアクション要素のある刑事ドラマがヒットした。同時期にはブルース・リーによるカンフー映画もヒットしている。
1982年に『コナン・ザ・グレート』がヒットすると、「ソード&サンダル」映画が復活し、大剣を持った上半身裸の主人公が活躍するコナンのZ級亜流コピー映画が多数作られた。
1980年代の中盤に入ると、シルベスター・スタローンの『ランボー』、アーノルド・シュワルツェネッガーの『コマンドー』、チャック・ノリスの『地獄のヒーロー』等といった、「ワンマンアーミー」と呼ばれるスタイルの主人公が活躍するアクション映画が多数ヒットするようになった。こうしたワンマンアーミー映画の主人公は、ほとんどダメージを受けずに一人で大勢の敵を倒すなど、圧倒的な強さで描かれることが特徴として挙げられる。特に1985年の『ランボー/怒りの脱出』のヒットにより、ランボーのZ級亜流コピー映画が多数生まれた。
また、同時期には『48時間』『リーサルウェポン』シリーズなどのバディものの刑事ドラマも多数ヒットしている。
1988年のブルース・ウィリス主演の『ダイ・ハード』が「劣勢の状況下に置かれた主人公が頭脳で挑んでいく」という要素を取り入れてヒットし、従来のワンマンアーミー映画とは違う新しいスタイルのアクション映画を生み出したとされる。
1990年代にはダイ・ハードと同じフォーマットの『スピード』や『ザ・ロック』等もヒットしたが、いずれも肉体派のアクション俳優ではなくアクションのイメージが無かった一般俳優を起用していたため、従来型の肉体派アクション俳優とアクション映画は人気に陰りが見え始め、長い間下火となった。
1999年にCGとワイヤーを使用したキアヌ・リーブス主演の『マトリックス』が大ヒットして以降、CGの普及により大がかりなワイヤーアクションやグリーンバック合成によるスタントなど多様な表現のアクション映画が増加した。
現在ではCGの普及などでアクション映画出演へのハードルが下がったため、女優やアクション専門ではない一般俳優のアクション映画への出演が増加している。

## アクションに対する顕彰
現在では製作本数、配給規模、予算等からアクション映画の製作はアメリカが飛び抜けた存在だが、同国の映像産業における顕彰ではゴールデン・グローブ賞、エミー賞でコメディ部門が創設されている反面、アクション部門はない。しかし、プロのスタントマン、スタント団体に所属するメンバーによって投票される“Taurus World Stunt Awards”といった賞はある。アメリカでは2016年にスタント・パーソン100名以上がビバリーヒルズの映画芸術科学アカデミー前で、アカデミー賞に「スタント・コーディネーター部門」を新たに加えるように訴えるデモを行い、すでに5万人の署名を集めたという報道があった。
一方、日本では映画だけではなくテレビドラマなども含んだ映像作品を対象とした、「ジャパンアクションアワード」というものもある。中国大陸では上海国際映画祭にて、ジャッキー・チェンの冠の付いた「成龍動作電影周之夜（ジャッキー・チェン・アクション映画ウィーク）」が創設され、アクション作品・俳優・アクション監督を表彰している。

## 代表的な作品（モチーフ別）
- デリンジャー（1973年）
- アンタッチャブル（1987年）
- ギャング・オブ・ニューヨーク（2002年）
- パブリック・エネミーズ（2009年）

マフィア
- バラキ（1972年）
- コーザ・ノストラ（1973年）
- Mr.ノーバディ（2021年）

ヤンキー・不良
- 愛と誠シリーズ
- ビー・バップ・ハイスクールシリーズ
- ろくでなしブルースシリーズ
- クローズZEROシリーズ（2007年 - 2014年）
- HiGH&LOWシリーズ（2016年 - 2022年）
- 東京リベンジャーズシリーズ（2021年 - 2023年）
- 今日から俺は!!劇場版（2020年）
- ドロップ（2009年）
- Gメン（2023年）
- OUT（2023年）

犯罪
- オーシャンズシリーズ（2001年 - 2018年）
- アウトローシリーズ（2012年、2016年）
- イコライザーシリーズ（2014年、2018年、2023年）
- 狼やくざシリーズ
  - 狼やくざ 殺しは俺がやる（1971年）

- 俺たちに明日はない（1967年）
- 明日に向って撃て!（1969年）
- エントラップメント（1999年）
- ソードフィッシュ（2001年）
- ザ・タウン（2010年）
- キラーズ・オブ・ザ・フラワームーン（2023年）

バイオレンス
- ワイルドバンチ
- ガルシアの首
- わらの犬
- ゲッタウェイ
- GONINシリーズ
- アドレナリンシリーズ
- ザ・テロリスト
- マッド・ハイジ（2022年）

スパイ
- 007シリーズ（1962年 - 2021年）
- ミッション:インポッシブルシリーズ（1996年 - 2023年）
- ボーンシリーズ
- キングスマンシリーズ
- ジャック・ライアンシリーズ
- トリプルXシリーズ
- トゥルーライズ（1994年）
- RONIN（1998年）
- ソルト（2010年）
- コードネーム U.N.C.L.E.（2015年）
- ジョーカー・ゲーム（2015年）
- 奥様は、取り扱い注意（2021年）
- リボルバー・リリー（2023年）
- オペレーション・フォーチュン（2023年）
- ハート・オブ・ストーン（2023年）

スナイパー
- 山猫は眠らないシリーズ（1993年 - 2022年）
- ゴルゴ13（1973年）
- ゴルゴ13 九竜の首（1977年）
- ザ・シューター/極大射程（2007年）
- アメリカン・スナイパー（2014年）
- ジェミニマン（2019年）
- マークスマン（2021年）

殺し屋
- シティーハンターシリーズ（1993年、2019年、2024年）
- 処刑人シリーズ（1999年、2009年）
- ヒットマンシリーズ（2007年、2015年）
- メカニックシリーズ（2011年、2016年）
- ザ・ファブルシリーズ（2019年 - 2021年）
- メカニック（1972年）
- ニキータ（1990年）
- レオン（1994年）
- コラテラル（2004年）
- Mr.&Mrs. スミス（2005年）
- ウォンテッド（2008年）
- アメリカン・アサシン（2017年）
- ダイナー（2019年）
- ブレット・トレイン（2022年）
- バイオレンスアクション（2022年）

復讐・敵討ち
- 狼よさらばシリーズ（1974年 - 1994年）
- キル・ビルシリーズ（2003年、2004年）
- 96時間シリーズ（2008年、2012年、2014年）
- ジョン・ウィックシリーズ（2014年 - 2023年）
- ストリート・オブ・ファイヤー（1984年）
- コマンドー（1985年）
- トカレフ（1994年）
- ペイバック（1999年）
- コラテラル・ダメージ（2002年）
- Vフォー・ヴェンデッタ（2005年）
- トカレフ（2014年）
- キャッシュトラック（2021年）

特殊部隊
- デルタ・フォースシリーズ（1986年、1990年、1991年）
- S.W.A.T.シリーズ（2003年、2011年、2017年）
- G.I.ジョーシリーズ（2009年、2013年、2021年）
- ザ・レイドシリーズ（2012年、2014年）
- ネイビー・シールズ（1990年）
- ネイビーシールズ（2012年）
- 特攻野郎Aチーム THE MOVIE（2010年）
- ネイビーシールズ ナチスの金塊を奪還せよ!（2017年）
- マイル22（2018年）

傭兵
- ワイルド・ギース（1978年）
- エクスペンダブルズシリーズ（2010年 - 2023年）
- タイラー・レイク -命の奪還-シリーズ（2020年 - 2023年）

救命隊員
- ベイウォッチ（2017年）

ボディーガード
- SP THE MOTION PICTURE（2010年、2011年）
- エンド・オブ・ホワイトハウス（2013年）
  - エンド・オブ・ステイツ（2019年）

- ホワイトハウス・ダウン（2013年）
- 藁の楯（2013年）

テロリスト
- スカイスクレイパー（2018年）

ガンアクション
- エル・マリアッチシリーズ
- イレイザー（1996年）
- フェイス/オフ（1997年）
- リベリオン（2002年）
- シューテム・アップ（2007年）
- ハードコア（2015年）
- 亜人（2017年）

戦争
- ナヴァロンの要塞（1961年）
- 特攻大作戦（1967年）
- レマゲン鉄橋（1969年）
- 戦略大作戦（1970年）
- 戦争のはらわた（1977年）
- 戦国自衛隊（1979年） - タイムスリップ・戦国時代
- ランボーシリーズ（1982年 - 2019年）
- 地獄のヒーローシリーズ（1984年、1985年、1988年）
- プラトーン（1986年）
- ラスト・オブ・モヒカン（1992年）
- スターリングラード（1993年）
- プライベート・ライアン（1998年）
- エネミーライン（2001年）
- ブラックホーク・ダウン（2001年）
- マスター・アンド・コマンダー（2003年）
- ブラザーフッド（2004年）
- トロイ（2004年）
- ワルキューレ（2008年）
- マイウェイ 12,000キロの真実（2011年）
- ローン・サバイバー（2013年）
- フューリー（2014年）
- 13時間 ベンガジの秘密の兵士（2016年）
- ダンケルク（2017年）
- ホース・ソルジャー（2018年）
- 1917 命をかけた伝令（2019年）
- T-34 レジェンド・オブ・ウォー（2019年）
- フルメタル・ジャケット（1987年）

麻薬戦争
- エリート・スクワッドシリーズ
- ボーダーラインシリーズ
- ラストスタンド（2013年）
- バトルフロント（2013年）
- サボタージュ（2014年）

脱獄・脱走
- 大脱走（1963年）
- 脱走遊戯（1976年）
- 勝利への脱出（1981年）
- ロックアップ（1989年）
- 大脱出シリーズ
- ロスト・フライト（2023年）

パニック
- ディープブルーシリーズ（1999年、2018年、2020年）
- MEG ザ・モンスターシリーズ（2018年 - 2023年）
- タワーリング・インフェルノ（1974年）
- 新幹線大爆破（1975年）
- スピードシリーズ（1994年-1997年）
- アンストッパブル（2010年）

航空戦・ドッグファイト
- トップガンシリーズ（1986年、2022年）
- アイアン・イーグルシリーズ（1986年 - 1995年）
- 空軍大戦略（1969年）
- ファイヤーフォックス（1982年）
- ブルーサンダー（1983年）
- アパッチ（1990年）
- BEST GUY（1990年）
- イントルーダー 怒りの翼（1991年）
- ステルス（2005年）
- ナイト・オブ・ザ・スカイ（2005年）
- リターン・トゥ・ベース（2012年）

ハイジャック
- エグゼクティブ・デシジョン（1996年）
- コン・エアー（1997年）
- エアフォース・ワン（1997年）

海洋
- 沈黙の戦艦シリーズ(1992年-1995年)
- パイレーツ・オブ・カリビアンシリーズ（2003年 - 2017年）
- ポセイドン・アドベンチャー（1972年）
- ファイナル・カウントダウン（1980年）
- カットスロート・アイランド（1995年）
- ウォーターワールド（1995年）
- 男たちの大和/YAMATO（2005年）
- 亡国のイージス（2005年）
- バトルシップ（2012年）
- ミッドウェイ（2019年）
- 空母いぶき（2019年）
- 沈黙の艦隊（2023年）

潜水艦
- 眼下の敵（1957年）
- レッド・オクトーバーを追え!（1990年）
- クリムゾン・タイド（1995年）
- U-571（2000年）
- ハンターキラー 潜航せよ（2018年）

ホラー
- アンダーワールドシリーズ
- エンド・オブ・デイズ（1999年）
- インビジブル（2000年）
- フレディVSジェイソン（2003年）

ゾンビ
- バイオハザードシリーズ（2002年 - 2021年）
- ウォーキング・デッド
- ワールド・ウォーZ（2013年）
- ゾンビランドシリーズ（2009年、2019年）

モンスター系
- ザ・グリード（1998年）
- ヴァン・ヘルシング（2004年）
- モンスターハンター（2021年）

怪獣・恐竜
- ゴジラシリーズ
  - ゴジラ（1954年）
  - ゴジラ（1984年）
  - GODZILLA（1998年）
  - ゴジラ2000 ミレニアム（1999年）
  - ゴジラ FINAL WARS（2004年）
  - シン・ゴジラ（2016年）
  - ゴジラ-1.0（2023年）

- ガメラシリーズ
- キングコングシリーズ
- モンスター・ヴァースシリーズ（2014年 - 2024年）
- ジュラシック・パークシリーズ（1993年 - 2022年）
- パシフィック・リムシリーズ（2013年、2018年）
- サウンド・オブ・サンダー（2005年）
- ランペイジ 巨獣大乱闘（2018年）
- 65/シックスティ・ファイブ（2023年）

変身ヒーロー
- ウルトラシリーズ
  - 長篇怪獣映画ウルトラマン（1967年）
  - ULTRAMAN（2004年）
  - シン・ウルトラマン（2022年）

- 仮面ライダーシリーズ
  - 仮面ライダー対ショッカー（1972年）
  - 真・仮面ライダー 序章（1992年）
  - 仮面ライダーZO（1993年）
  - 仮面ライダーJ（1994年）
  - 仮面ライダー THE FIRST（2005年）
  - 仮面ライダー THE NEXT（2007年）
  - 仮面ライダー1号（2016年）
  - シン・仮面ライダー（2023年）

- スーパー戦隊シリーズ
- パワーレンジャー（2017年）
- 宇宙刑事シリーズ
- 月光仮面シリーズ
- デビルマン（2004年）
- 妖怪人間ベム（2012年）

スーパーヒーロー
- DCコミックス
  - スーパーマンシリーズ
  - バットマンシリーズ
  - ワンダーウーマンシリーズ
  - アクアマンシリーズ
  - ザ・フラッシュ
  - シャザム!シリーズ
  - ブラックアダム
  - ブルービートル
  - コンスタンティン
  - グリーン・ランタン
  - ウォッチメン
  - ジョーカーシリーズ
  - スーサイド・スクワッドシリーズ
  - ジャスティス・リーグ

- マーベル・シネマティック・ユニバース
  - X-MENシリーズ
  - ファンタスティック・フォーシリーズ
  - ブレイドシリーズ
  - パニッシャーシリーズ
  - スパイダーマンシリーズ
  - ゴーストライダーシリーズ
  - ハルクシリーズ
  - アイアンマンシリーズ
  - マイティ・ソーシリーズ
  - キャプテン・アメリカシリーズ
  - ガーディアンズ・オブ・ギャラクシーシリーズ
  - アントマンシリーズ
  - デッドプールシリーズ
  - ドクター・ストレンジシリーズ
  - ブラック・パンサーシリーズ
  - キャプテン・マーベルシリーズ
  - ブラック・ウィドウ
  - エターナルズ
  - シャン・チー
  - デアデビル
  - エレクトラ
  - アベンジャーズシリーズ

- ソニーズ・スパイダーマン・ユニバース
  - ヴェノムシリーズ
  - モービウス
  - マダム・ウェブ
  - クレイヴン・ザ・ハンター
  - エル・ムエルト

- トランスフォーマーシリーズ（2007年 - 2023年）
- ティーンエイジ・ミュータント・ニンジャ・タートルズシリーズ（1990年 - 2016年）
- ヘルボーイシリーズ（2004年 - 2019年）
- シン・シティシリーズ（2005年、2014年）
- キック・アスシリーズ（2010年 - 2013年）
- ジャッジ・ドレッド（1995年）
- ジャッジ・ドレッド（2012年）
- スポーン（1997年）
- スモール・ソルジャーズ（1998年）
- ハンコック（2008年）
- NIN×NIN 忍者ハットリくん THE MOVIE（2004年）

SF
- スター・ウォーズシリーズ（1977年 - 2019年）
- ターミネーターシリーズ（1984年 - 2019年）
- マトリックスシリーズ（1999年 - 2021年）
- 猿の惑星シリーズ（1968年 - 2024年）
- アバターシリーズ（2009年 - 2022年）
- ロボコップシリーズ（1987年 - 2014年）
- ブレードランナーシリーズ（1982年、2017年）
- エイリアンシリーズ（1979年 - 2024年）
- プレデターシリーズ（1987年 - 2022年）
- エイリアンVSプレデター（2004年）
- インデペンデンス・デイシリーズ（1996年、2016年）
- メン・イン・ブラックシリーズ（1997年 - 2019年）
- スターシップ・トゥルーパーズシリーズ（1997年 - 2012年）
- ユニバーサル・ソルジャーシリーズ（1992年 - 2012年）
- リディックシリーズ（2000年、2004年、2013年 ）
- ダイバージェントシリーズ
- スカイラインシリーズ
- スタートレックシリーズ
- ニューヨーク1997（1981年）
- トータルリコール（1990年）
- デモリションマン（1993年）
- フィフス・エレメント（1997年）
- リターナー（2002年）
- マイノリティ・リポート（2002年）
- アイ,ロボット（2004年）
- 宇宙戦争（2005年）
- アイ・アム・レジェンド（2007年）
- リーグ・オブ・レジェンド/時空を超えた戦い（2003年）
- ジャンパー（2008年）
- 第9地区（2009年）
- GAMER（2009年）
- サロゲート（2009年）
- インセプション（2010年）
- アジャストメント（2011年）
- TIME/タイム（2011年）
- LOOPER/ルーパー（2012年)
- スノーピアサー（2013年）
- オブリビオン(2013年)
- オール・ユー・ニード・イズ・キル（2014年）
- ゴースト・イン・ザ・シェル（2017年）
- ダーク・タワー（2017年）
- ライフ（2017年）
- 移動都市/モータル・エンジン（2018年）
- レディ・プレイヤー1（2018年）
- アリータ: バトル・エンジェル（2019年）
- TENET テネット（2020年）
- フリー・ガイ（2021年）
- DUNE/デューン 砂の惑星シリーズ（2021年 - 2024年）
- ザ・クリエイター（2023年）
- ドミノ（2023年）
- REBEL MOONシリーズ（2023年 - 2024年）

冒険
- インディ・ジョーンズ シリーズ（1981年 - 2023年）
- ハムナプトラシリーズ（1999年 - 2008年）
- トゥームレイダーシリーズ（2001年 - 2003年、2018年）
- ナショナル・トレジャーシリーズ（2004年 - 2007年）
- カミカゼ野郎 真昼の決斗（1966年）
- 冒険者たち（1967年）
- 東京-ソウル-バンコック 実録麻薬地帯（1973年）
- 冒険者カミカゼ -ADVENTURER KAMIKAZE-（1981年）
- ザ・マミー/呪われた砂漠の王女（2017年）
- フッド: ザ・ビギニング（2018年）
- アンチャーテッド（2022年）

ファンタジー
- ハリー・ポッターシリーズ（魔法ワールド）（2001年 - 2011年、2016年 - 2022年）
- ロード・オブ・ザ・リングシリーズ（2001年 - 2003年）
- ホビットシリーズ（2012年 - 2014年）
- コナン・ザ・グレートシリーズ（1982年、1984年）
- ダンジョンズ&ドラゴンズシリーズ（2001年 - 2012年、2023年）
- ハイランダーシリーズ（1986年 - 2007年）
- レッドソニア（1985年）
- ラスト・アクション・ヒーロー（1993年）
- 魔法使いの弟子（2010年）
- 聖闘士星矢 The Beginning（2023年）

デスゲーム
- バトル・ロワイアルシリーズ（2000年、2003年）
- ハンガー・ゲームシリーズ（2012年 - 2023年）
- バトルランナー（1987年）
- GANTZ（2011年）

ヤクザ
- 人生劇場 飛車角シリーズ
- 日本侠客伝シリーズ
- 昭和残侠伝シリーズ
- 博奕打ち 総長賭博
- 仁義なき戦いシリーズ
- アウトレイジシリーズ
- 孤狼の血シリーズ
- 日本統一シリーズ
- 龍が如く 劇場版（2007年）

歴史・時代劇（日本映画）
- 子連れ狼シリーズ
- 新・影の軍団シリーズ（2003年）
- あずみシリーズ（2003年、2005年）
- るろうに剣心シリーズ （2012年 - 2021年）
- 銀魂（2017年 - 2018年）
- キングダムシリーズ（2019年 - 2024年）
- 七人の侍（1954年）
- 蜘蛛巣城（1957年）
- 隠し砦の三悪人（1958年）
- 用心棒（1961年）
- 十三人の刺客（1963年）
- 柳生一族の陰謀（1978年）
- 赤穂城断絶（1978年）
- 影武者（1980年）
- 魔界転生（1981年）
- 里見八犬伝（1983年）
- 将軍家光の乱心 激突（1989年）
- 座頭市（2003年）
- どろろ（2007年）
- ICHI（2008年）
- レジェンド&バタフライ（2023年）
- RRR（2022年）
- 首（2023年）
- ゴールデンカムイ（2024年）

歴史・時代劇（アメリカ映画）
- グラディエーター（2000年）
- ラスト サムライ（2003年）
- 300 〈スリーハンドレッド〉（2006年）
- キングアーサー（2004年）
- キング・アーサー（2017年）
- キング・アーサー 英雄転生（2017年）

歴史・時代劇（中国映画）
- レッドクリフ（2008年）

西部劇
- 荒野の七人（1960年）
- スキヤキ・ウエスタン ジャンゴ（2007年）
- マグニフィセント・セブン（2016年）

刑事・警察官
- フレンチ・コネクションシリーズ
- ダーティハリーシリーズ
- ダイ・ハードシリーズ - いわゆる「巻き込まれ型」アクション映画の典型例でもある
- 48時間シリーズ
- ビバリーヒルズ・コップシリーズ
- リーサル・ウェポンシリーズ
- バッドボーイズシリーズ
- ラッシュアワーシリーズ
- あぶない刑事シリーズ
- 踊る大捜査線シリーズ
- やくざ刑事シリーズ
- 麻薬売春Gメンシリーズ
- ブリット（1968年）
- ドーベルマン刑事（1977年）
- 野獣捜査線（1985年）
- コブラ（1986年）
- ゴリラ（1986年）
- レッドブル（1988年）
- デッドフォール（1989年）
- リゾート・トゥ・キル（1994年）
- ザ・サイレンサー MAGNUM357（1995年）
- ヒート（1995年）
- トレーニング デイ（2001年）
- マイアミ・バイス（2006年）
- エンド・オブ・ウォッチ（2012年）
- ファースト・キル（2017年）
- ザ・アウトロー（2018年）
- レッド・ノーティス（2021年）

探偵
- チャーリーズ・エンジェルシリーズ
- シャーロック・ホームズシリーズ
- 風来坊探偵シリーズ（1961年）
  - 風来坊探偵 赤い谷の惨劇

- ファンキーハットの快男児シリーズ（1961年）
  - ファンキーハットの快男児
  - ファンキーハットの快男児 二千万円の腕

- 探偵物語（1983年）

カンフー
- 酔拳 シリーズ - ドランクモンキー 酔拳、酔拳2、酔拳3
- プロジェクトAシリーズ
- 燃えよデブゴンシリーズ
- 少林寺シリーズ
- ワンス・アポン・ア・タイム・イン・チャイナシリーズ
- 少林寺三十六房シリーズ
- ドラゴン危機一発
- ドラゴン怒りの鉄拳
- ドラゴンへの道
- 燃えよドラゴン
- ブラッド・ブラザース 刺馬
- スネーキーモンキー 蛇拳
- ヤングマスター 師弟出馬
- レディ・ファイター 詠春拳伝説
- 格闘飛龍 方世玉
- 電光飛龍 方世玉2
- マスター・オブ・リアル・カンフー 大地無限
- フィスト・オブ・レジェンド 怒りの鉄拳
- ザ・ワン
- 少林サッカー（2001年）
- カンフーハッスル（2004年）
- SPIRIT
- イップ・マン 序章
- イップ・マン 葉問
- 新少林寺/SHAOLIN
- 捜査官X
- カンフー・ジャングル
- ロミオ・マスト・ダイ
- ベスト・キッド（2010年）

武術・格闘技（日本）
- 姿三四郎（1943年）
- 柔道一代シリーズ
- 春に散る（2023年）

空手
- ボディガード牙（1973年）
- 殺人拳シリーズ
  - 激突! 殺人拳（1974年）
  - 子連れ殺人拳（1976年）

- 直撃! 地獄拳シリーズ
  - 直撃! 地獄拳（1974年）

- ザ・カラテシリーズ
- 女必殺拳シリーズ
  - 女必殺拳（1974年）
  - 女必殺拳 危機一発（1974年）

- けんか空手シリーズ
  - けんか空手 極真拳（1975年）
  - けんか空手 極真無頼拳（1975年）

- 武道ドキュメント 拳豪の祭典（1974年）
- 極真カラテ映画三部作（三協映画）
  - 地上最強のカラテ（1976年）
  - 地上最強のカラテ PART2（1976年）

- 世界最強の格闘技 殺人空手（1976年）
- 武闘拳 猛虎激殺!（1976年）
- 空手バカ一代（1977年）
- カラテ大戦争（1978年）

武術・格闘技（アメリカ）
- ストリートファイターシリーズ（1994年、2009年、2014年）
- モータル・コンバットシリーズ（1995年、1997年、2021年）
- DOA/デッド・オア・アライブ（2006年）
- TEKKEN -鉄拳-（2009年）
- ザ・キング・オブ・ファイターズ（2009年）
- ロッキーシリーズ（1976年 - 2023年）
- ベスト・キッドシリーズ（1984年 - 1994年）
- デッドロックシリーズ（2002年 - 2016年）
- ストリートファイター（1975年）
- ブラッド・スポーツ（1988年）
- キックボクサー（1989年）
- ライオンハート（1990年）
- 北斗の拳（1995年）
- DRAGONBALL EVOLUTION（2009年）

武術・格闘技（タイ）
- マッハ!!!!!!!!（2003年）
- トム・ヤム・クン!（2005年）
- チョコレート・ファイター（2008年）
- ドラゴン×マッハ！（2015年）
- トリプル・スレット（2019年）

香港アクション
- ポリス・ストーリーシリーズ
- 男たちの挽歌シリーズ
- インファナル・アフェアシリーズ
- ワンダー・ガールズ 東方三侠シリーズ
- スパルタンX
- クライム・キーパー 香港捜査官
- タイガー・コネクション
- サンダーアーム/龍兄虎弟
- レッド・ブロンクス
- チャイニーズ・ウォリアーズ
- プロジェクトS
- パープルストーム 紫雨風暴
- ファイナル・プロジェクト
- WHO AM I?
- ザ・ミッション 非情の掟
- クローサー
- ツインズ・エフェクト
- 柔道龍虎房
- SPL/狼よ静かに死ね
- かちこみ!ドラゴン・タイガー・ゲート
- 導火線 FLASH POINT
- インビジブル・ターゲット
- レジェンド・オブ・フィスト 怒りの鉄拳
- 密告・者
- スペシャルID 特殊身分

韓国アクション
- シュリ
- アジョシ
- 悪女/AKUJO
- The Witch 魔女シリーズ
- 10人の泥棒たち
- 犯罪都市シリーズ
- EXIT
- エクストリーム・ジョブ

武侠
- 大酔侠
- 侠女
- マジック・ブレード
- 蜀山奇傅 天空の剣
- チャイニーズ・ゴースト・ストーリーシリーズ
- スウォーズマンシリーズ
- シスター・オブ・ドラゴン 天女武闘伝
- ドラゴン・イン/新龍門客棧
- 新流星蝴蝶剣
- ブレード/刀
- グリーン・デスティニー
- 風雲 ストームライダーズ
- HERO（2002年）
- LOVERS
- セブンソード
- レイン・オブ・アサシン
- ドラゴンゲート 空飛ぶ剣と幻の秘宝
- 王朝の陰謀 判事ディーと人体発火怪奇事件
- Crouching Tiger Hidden Dragon: ソード・オブ・デスティニー

カーアクション
- マッドマックスシリーズ
- ワイルド・スピードシリーズ
- トランスポーターシリーズ
- TAXiシリーズ
- キャノンボールシリーズ
- デス・レースシリーズ
- ミニミニ大作戦（1969年）
- バニシング・ポイント（1971年）
- バニシングin60″（1974年）
- ダーティ・メリー/クレイジー・ラリー（1974年）
- デス・レース2000（1975年）
- トランザム7000（1977年）
- ザ・ドライバー（1978年）
- 処刑ライダー（1986年）
- ブラックライダー（1986年）
- ノーマンズ・ランド（1987年）
- バニシング・レッド（1993年）
- ザ・チェイス（1994年）
- 60セカンズ（2000年）
- ミニミニ大作戦（2003年）
- デス・プルーフ in グラインドハウス（2007年）
- スピード・レーサー（2008年）
- リアル・スピード（2011年）
- ゲッタウェイ スーパースネーク（2013年）
- ニード・フォー・スピード（2014年）
- アウトバーン（2016年）
- ベイビー・ドライバー（2017年）
- プロジェクトX-トラクション（2023年）

エクストリームスポーツ
- ハートブルー（1991年）
- ターミナル・ベロシティ（1994年）
- YAMAKASI（2001年）
- EX エックス（2002年）
- アルティメットシリーズ（2004年、2009年）
  - フルスロットル（2014年）

- アンリミテッド（2015年）
- X-ミッション（2015年）

アクションコメディ
- キートンの大列車追跡（1926年）
- ゴーストバスターズシリーズ（1984年 - 2024年）
- 裸の銃を持つ男シリーズ（1988年、1991年、1994年）
- ホット・ショットシリーズ（1991年、1993年）
- スパイキッズシリーズ（2001年 - 2023年）
- ジョニー・イングリッシュシリーズ（2003年、2011年、2018年）
- マスクシリーズ（1994年、2005年）
- ソニック・ザ・ムービーシリーズ（2020年、2022年）
- ローデッド・ウェポン1（1993年）
- ホット・ファズ -俺たちスーパーポリスメン!-（2007年）
- ゲット スマート（2008年）
- アザー・ガイズ 俺たち踊るハイパー刑事!（2010年）
- デート & ナイト（2010年）
- 21ジャンプストリート（2012年）
- キリング・ガンサー（2017年）

その他
- 狂い咲きサンダーロード（1980年）
- リメインズ 美しき勇者たち（1990年） - 熊との戦い
- 沈黙シリーズ（1992年 - 2019年）
- BLEACH（2018年）
- ジョジョの奇妙な冒険 ダイヤモンドは砕けない 第一章（2017年）
- 進撃の巨人シリーズ（2015年）
- 鋼の錬金術師シリーズ（2017年 - 2022年）
- 美女と野獣（2017年）
- ライオンキングシリーズ（1994年 - 2019年）
- ペイン&ゲイン 史上最低の一攫千金（2013年）
- ハードペイン
- Miss.Agent
- アクション!!
- MILE22
- BLACK RAIN